# 神奈川県立県民ホール
神奈川県立県民ホール（かながわけんりつけんみんホール、Kanagawa Kenmin Hall）は、神奈川県横浜市中区山下町にある県営の複合文化施設の総称である。神奈川県民ホール本館とKAAT神奈川芸術劇場（カートかながわげいじゅつげきじょう、KAnagawa Arts Theatre）の二棟から構成され、大小5つの劇場で約4,600名の収容人数を誇る大型複合文化施設である。公益財団法人神奈川芸術文化財団が管理運営を行っている。 
KAAT神奈川芸術劇場の前身である横浜21世紀座およびかながわドームシアターについても本稿で記述する。

## 概要

### 神奈川県民ホール（本館）
県民の文化芸術の振興および福祉の増進を図るための施設として1975年に開館。2010年11月1日より「本館」という表記が正式名称に追加された。開館時から現在まで80パーセント以上の施設稼働率を維持し続けている（公開情報 各年度事業報告書参照）。海外オペラの引越し公演から企業や県民の利用まで、幅広い催しが行われている。
施設の安全性と快適性の向上を図るために、2013年12月から2014年9月にかけて改修を行い、同年10月、リニューアルオープンした。2017年7月3日から電気設備・舞台機構の改修工事実施のため休館。2018年4月1日（大ホールは6月1日）再開。しかし、2025年3月31日をもって無期限休館となった。
神奈川県は、建て替えによる再整備を進める方針で、バリアフリー対応の本格的なオペラやバレエの公演も可能な文化芸術拠点となる予定。

### 神奈川芸術劇場（KAAT）
2011年開館。舞台芸術用の施設であり、ミッションとして、「モノをつくる　芸術の創造」「人をつくる　人材の育成」「まちをつくる　賑わいの創出」の「3つのつくる」をテーマとした創造型劇場を掲げている。

#### KAAT建設までの経緯(横浜21世紀座/かながわドームシアター)
元々同地には神奈川県山下町分庁舎があり、その跡地にドーム型仮設劇場として2000年12月に横浜21世紀座がオープンしたことが同地の劇場開発の始まりとなっている。同館の収容人数は1,100で客席数は1,000、当時の芸術監督は坂東玉三郎が務め、こけら落としは連獅子が公演された。しかし、開館当初から敷地に面した道路の走行音が場内に聞こえてくるなどのハード面での問題点が指摘され、翌2001年には玉三郎も芸術監督を辞任した。
神奈川県は同施設を運営会社である株式会社横浜21世紀座から買収し、同年7月かながわドームシアターとして再出発させた。同館は神奈川県立青少年センターの改修工事期間中における仮ホールとして使用の後、正式な施設への建て替えのため2005年9月30日をもって閉館した。2007年12月より現在のKAATが着工され、2010年12月に竣工した。敷地の一角には、1883年築で横浜最古の煉瓦造建築である、旧居留地48番館が保存されているほか、KAAT建設に先立つ発掘調査で出土した旧山下遺留地の遺構が中華街側外壁に展示されている。
KAAT建築概要
- 建築設計： 香山・アプル総合・アプルデザイン設計共同体
- 構造設計： MUSA研究所／構造計画研究所
- 設備設計： 森村設計
- 舞台コンサルタント： 空間創造研究所
- 建築音響： 永田音響設計
- 防災計画： 明野設備研究所
- 建築照明： ライティング プランナーズ アソシエーツ
- 階数： 地下1階 地上10階
- 構造： 鉄筋コンクリート造 一部鉄骨造 鉄骨鉄筋コンクリート造

#### KAAT芸術監督
- 宮本亜門（2010年4月 - 2014年3月）
- 白井晃（2014年4月 - 2021年3月。2016年4月までは｢アーティスティック・スーパーバイザー(芸術参与)｣）
- 長塚圭史（2021年4月 - ）

### 本館およびKAATの一体運営
両施設はワークピア横浜を挟んで背中合わせに建っており、それぞれ独立したプロモーションが行われているものの、公演ジャンルの棲み分けがなされ、一体運営が行われている。本館が大ホール、音楽小ホール、ギャラリーを有し音楽、美術、式典などの公演を中心とし、KAATが中ホール、小劇場兼スタジオ群を有し舞台芸術の公演を担う。神奈川国際芸術フェスティバル（1994～2016）、Dance Dance Dance@YOKOHAMA（横浜市との共催公演）、オープンシアターなど、両館同時開催の催事も年数回行われる。また、貸館公演でも宝塚歌劇団、劇団四季などが両館を使い分けて公演を行っている。

## 公演設備(本館)

### 大ホール
本館最大の劇場。NHKホールをモデルとしている。立見席は1階席最後部にある。オーケストラピットや脇花道、舞台奥に格納される音響反射板、2基の大迫（せり）を持つ。２階席以上のロビーからは大さん橋やみなとみらい地区、ベイブリッジ、晴れた日には東京タワーや東京スカイツリーを望むことができる。
- 本館2階～6階、3層構造(1階席後方から上はスタジアム形式)
- 定員2,493(立ち見、補助席、可動席含む)
- 舞台間口20m、縦10m(プロセニアム形式)
- 主な催しジャンル：ポップス、オーケストラコンサート、オペラ、バレエ、企業の大会、学会、学校の発表会、県民の一般利用など
- 楽屋8、リハーサル室1
- 固定の車椅子エリアの他に、外すことで車椅子用に転用可能な可動席エリアがある。
- ロビー設備
  - ロビーは1階席前方、後方、2階席、3階席前方、後方の5層構造だが、エレベーターやエスカレーターなどは設置されていない。ただし公演によっては3階席直通のエレベーターおよび入口が開設されることがある。その場合、会議室や英一番館(レストラン)、駐車場に向かうためのエレベーターが1台、転用のため減少する。
  - 化粧室は各フロアにあるが、2階席は全て個室化され、客層によって男女を切り替えている。
  - 多目的トイレは1階席前方のロビーに2ヶ所ある。
  - コインロッカーは1階席前方のロビーと、建物1階にある。

- 客席内のユニバーサルデザイン
  - 傾斜のきつい2階席と3階席の階段に、上り下りを補助する手掛け棒が設置されている。
  - 1階席の壁際に白いラインを引いて、床と壁の境目を強調している。視力に困難のある人が、壁にぶつからないための配慮である。
  - 1階席のカーペットには、「5」「10」「15」といった、切りのいい列番号が記してある。

### 小ホール
公共ホールにおいて日本初となるパイプオルガンで知られる。開館当初は大ホール同様プロセニアム形式のホールだったが、1990年の開館15周年を機に室内楽に特化したホールに改装された。その際、舞台上手にあったパイプオルガンが中央に移され、撤去された緞帳は大ホール入口に展示されている。
- 本館2階(入口)・3階(ホール)、客席はワンフロア
- 定員433(可動席含む)
- 舞台間口13m、縦7.4m(オープンステージ形式)
- 主な公演ジャンル：室内楽、パイプオルガンコンサート、講演会、落語会など
- 楽屋2
- 可動席を外すと、車椅子用のスペースに転用が可能。

## 公演設備(KAAT)

### ホール
KAAT最大の劇場。本館には無い中ホールにあたる。
１階席の1列目～19列目までを公演のジャンルに合わせ1列ずつ上下に動かすことができ、オーケストラピットや広大な前舞台の設置はもちろんのこと、本来段差がある１階席前方をフラットに近くすることや、より段差を急にし２階席と繋げること、さらにその２つを組み合わせて800席程度の本花道つき劇場にすることも可能である。さらには、19列目までの全ての座席を取り外すことも物理的には可能であり、客席を一切使用せず仮設の客席を組む公演も少数だが行われている。
- KAAT5階～10階、3層構造(スタジアム形式)
- 定員1262(標準的な配置の場合。立ち見、車いすスペース含む)、消防法上の最大定員は1699名。
- 舞台間口16.4m、縦8.5m(プロセニアム形式。幕やプロセニアム撤去などにより拡大可能)
- 主な公演ジャンル：ミュージカル、演劇、ダンス、ポップス、歌舞伎など
- 楽屋9
- ロビー設備
  - ロビー(ホワイエと呼ぶ)は1階席前方、後方(M2階)、2階席、3階席の4層構造で、全てのフロアにエスカレーターとエレベーターで向かうことができるが、エスカレーターは終演直前まで下りにならないため、途中退場の場合使用できない。
  - 化粧室は各フロアーに、ビュッフェはM２階にあるが、自販機はロビーには無く、建物3階まで降りる必要がある。
  - 喫煙所はなく、建物内にも一切存在しない。このことについて公式サイトのマナーブック[8]では「(前略)申し訳ありませんが喫煙所はありません。しかしながら出演者もあなたとともに吸えません。…なぐさめにはなりませんか。」と紹介されている。なお、2025年現在、はす向かいにあるローソンの中が最寄りの喫煙所である。
  - コインロッカーが1階とM2階のロビーにあるほか、スーツケースなどは入口で預かってもらうことができる。

### 大スタジオ
小劇場で、本館小ホールでは現在ほぼ不可能となった演劇などの舞台芸術の公演を担うほか、客席を撤去の上、ホールや本館で公演される演目のリハーサル、稽古にも供される。
- KAAT5階～7階、スタジアム形式
- 定員216(標準的な配置の場合。立ち見、車いすスペースを除く)、消防法上の最大定員は501名。
- 舞台間口13m(オープンステージ形式)
- 主な公演ジャンル：演劇、ダンスなど
- ロビー(ホワイエと呼ぶ)は前方と後方の2層構造で、前方にコインロッカーが、後方に化粧室がある。

### 中スタジオ・小スタジオA
ホールや本館、大スタジオで公演される演目のリハーサル、稽古に供されるほか、200席以下の客席設置の上ダンスなどの公演が行われている。
- KAAT3階・4階
- 16.5m×24.3m、高さ5.3m(平土間形式)
- 常設客席なし
- 主な公演ジャンル：ダンス、演劇など

## その他の設備

### ギャラリー(本館)
本館1階・地下1階。広さの違う５つのスペースを備えた県内最大級のギャラリー。展示室の総床面積1311.2㎡、壁面延長322.2m、最大天井高6.5m。

### エントランスホール(本館)
本館2階。総合案内、チケットセンター、喫茶と小物雑貨の匠音YOKOHAMA（たくとよこはま）、飲料の自動販売機、エレベーターホールがある。

### レストラン・会議室(本館)
- いずれも本館6階にある。
- 会議室：240名収容（スクール形式の場合）。16.7m×21m、高さ2.95m。付属して小会議室もあるが、分割利用はできない。なお、本館の公演の託児室は主に小会議室に開設される。
- レストラン：フレンチレストラン英一番館。ランチタイムにはプレートを、ディナータイムにはコースを中心に提供している。

### NHK横浜放送会館(KAAT)
KAAT1～3階。NHK横浜放送局を参照。

### アトリウム・大階段(KAAT)
KAATのメインエントランス、高さ30mの吹き抜けの空間が広がり、各フロアに向かうらせん状のエスカレーターがここから上へ伸びている。室内楽アンサンブルやソロのミニコンサートのほか、まれにではあるが仮設劇場を設けて公演が行われることがある。

### チケットセンター＆インフォメーション、BOOKAAT(KAAT)
KAAT2階。10:00～18:00。併設してBOOKAAT(劇場図書館)があり、舞台芸術関連の本(戯曲・演劇論・舞台美)を閲覧することができる。貸出はしていない。図書館のみ19:00まで。

### 託児室(KAAT)
KAAT3階。エスカレーターから中・小スタジオ入口に向かう通路右手にある。開設される日付・時間は本館同様、限られている。

### アトリエ(小スタジオB)(KAAT)
KAAT8階。14.6m×10.2m、高さ4.8mで、専らホールまたは大スタジオ・中スタジオで公演される舞台の稽古・ワークショップに供される。

### テナント(KAAT)
KAAT1階に2店舗分、飲食店用のテナントスペースがあるが、2016年1月現在どちらも利用されていない。

## その他
- かつて本館小ホールで使われていた緞帳は、棟方志功の版画作品「宇宙讃（神奈雅和の柵）」を基に制作されている[9]。この原画は、神奈川県が購入。神奈川芸術文化財団が管理し、神奈川県立近代美術館に貸し出されていたが、2014年にカラーコピーにすり替えられていることが判明。偽物と判明した2014年当時、神奈川芸術文化財団から県の担当者に連絡されたが、課長ら上層部へは情報共有されず、約3年が経過。2017年4月、財団の幹部が異動する引き継ぎの過程で、初めて問題視された。原画は行方不明となっている[10][11]。